# Megachile pallida
Megachile pallida är en biart som beskrevs av Radoszkowski 1881. Megachile pallida ingår i släktet tapetserarbin, och familjen buksamlarbin. Inga underarter finns listade i Catalogue of Life.